# 1887年のメジャーリーグベースボール
以下は、メジャーリーグベースボール（MLB）における1887年のできごとを記す。
アメリカン・アソシエーションではセントルイス・ブラウンズが3年連続3度目の優勝、ナショナルリーグではデトロイト・ウルバリンズが初優勝した。
1886年のメジャーリーグベースボール - 1887年のメジャーリーグベースボール - 1888年のメジャーリーグベースボール

## できごと
デトロイト・ウルバリンズは1881年にナショナルリーグに加盟した。暫くは低迷していたが1885年にオーナーとなったフレデリック・ステアーンズが補強に乗り出し、1885年8月にバッファロー・バイソンズのフランチャイズ権を買収し、バイソンズに所属していたスター選手を次々とウルバリンズに送り込み、特にダン・ブローザース、ジャック・ロウ、ハーディ・リチャードソン、ディーコン・ホワイトの4選手は、当時『ビッグ・フォー』と呼ばれて、ウルバリンズはスター軍団に生まれ変わった。そして1886年に2位に上がり、この1887年にリーグ優勝した。他にフレッド・ダンラップや、チーム生え抜きのサム・トンプソン、そして後に1890年代にボルチモア・オリオールズの監督となり、ジョン・マグローを配下にリーグ3連覇した名監督ネッド・ハンロンなどが選手として名を連ねていた。しかしデトロイト・ウルバリンズはその翌年を最後に財政難からナショナルリーグを脱退する。
この年に前年のシーズン終了後に脱退したセントルイス・マルーンズとカンザスシティ・カウボーイズの代わりにインディアナポリス・フージャーズとアメリカン・アソシェーションからピッツバーグ・アレゲニーズ（現パイレーツ）が新たに加盟した。

モンテ・ウォードらが作った選手組合は、この年にナショナルリーグに要求書を突き付けて、正規の団体として公式に承認された。しかしその一方で、選手の保留条項に関して当該選手の給料が減じられることのない限り選手組合はこの条項を認めるという条件を飲まされていた。

### 全米選手権
アメリカン・アソシエーション優勝チームのセントルイス・ブラウンズと、ナショナルリーグ優勝チームのデトロイト・ウルバリンズが、シーズン終了後に、全米選手権で対戦し、この年は15試合行われて、デトロイト・ウルバリンズが10勝5敗で優勝した。

### 規則の改訂
- この年に、打者は«ボール»を5つ見逃せば1つの塁を与えられる（五球）と改正されて、2年後の1889年に「4つ見逃せば1つの塁を与えられる」（四球）に変更された。
- またストライクは4つまで認められると改正されて、（三振）が（四振）となった。ただし、この規則はこの年限りとなり、翌年には（三振）に戻った。

## 最終成績
| 順 | チーム                             | 勝利 | 敗戦 | 勝率 | G差  |
| -- | ---------------------------------- | ---- | ---- | ---- | ---- |
| 1  | セントルイス・ブラウンズ           | 95   | 40   | .704 | --   |
| 2  | シンシナティ・レッドストッキングス | 81   | 54   | .600 | 14.0 |
| 3  | ボルチモア・オリオールズ           | 77   | 58   | .570 | 18.0 |
| 4  | ルイビル・カーネルズ               | 76   | 60   | .559 | 19.5 |
| 5  | フィラデルフィア・アスレチックス   | 64   | 69   | .481 | 30.0 |
| 6  | ブルックリン・グレイズ             | 60   | 74   | .448 | 34.5 |
| 7  | ニューヨーク・メトロポリタンズ     | 44   | 89   | .331 | 50.0 |
| 8  | クリーブランド・スパイダーズ       | 39   | 92   | .298 | 54.0 |

| 順 | チーム                           | 勝利 | 敗戦 | 勝率 | G差  |
| -- | -------------------------------- | ---- | ---- | ---- | ---- |
| 1  | デトロイト・ウルバリンズ         | 79   | 45   | .637 | --   |
| 2  | フィラデルフィア・クエイカーズ   | 75   | 48   | .610 | 3.5  |
| 3  | シカゴ・ホワイトストッキングス   | 71   | 50   | .587 | 6.5  |
| 4  | ニューヨーク・ジャイアンツ       | 68   | 55   | .553 | 10.5 |
| 5  | ボストン・ビーンイーターズ       | 61   | 60   | .504 | 16.5 |
| 6  | ピッツバーグ・アレゲニーズ       | 55   | 69   | .444 | 24.0 |
| 7  | ワシントン・ナショナルズ         | 46   | 76   | .377 | 32.0 |
| 8  | インディアナポリス・フージャーズ | 37   | 89   | .294 | 43.0 |

## 個人タイトル

### アメリカン・アソシエーション
| 項目   | 選手                     | 記録 |
| ------ | ------------------------ | ---- |
| 打率   | ティップ・オニール (STL) | .435 |
| 本塁打 | ティップ・オニール (STL) | 14   |
| 打点   | ティップ・オニール (STL) | 123  |
| 得点   | ティップ・オニール (STL) | 167  |
| 安打   | ティップ・オニール (STL) | 225  |
| 盗塁   | ヒュー・ニコル (CIN)     | 138  |

| 項目   | 選手                   | 記録  |
| ------ | ---------------------- | ----- |
| 勝利   | マット・キルロイ (BAL) | 46    |
| 防御率 | マイク・スミス (CIN)   | 2.94  |
| 奪三振 | トード・ラムゼイ (LOU) | 355   |
| 投球回 | マット・キルロイ (BAL) | 589.1 |
| セーブ | アドニス・テリー (BRO) | 3     |

### ナショナルリーグ
| 項目   | 選手                     | 記録 |
| ------ | ------------------------ | ---- |
| 打率   | キャップ・アンソン (CHC) | .344 |
| 本塁打 | ジミー・ライアン (CHC)   | 16   |
| 打点   | キャップ・アンソン (CHC) | 84   |
| 得点   | ダン・ブローザース (DTN) | 118  |
| 安打   | ジミー・ライアン (CHC)   | 182  |
| 盗塁   | ダミー・ホイ (WHS)       | 82   |

| 項目   | 選手                             | 記録  |
| ------ | -------------------------------- | ----- |
| 勝利   | ジョン・クラークソン (CHC)       | 38    |
| 防御率 | ダン・ケイシー (PHI)             | 2.86  |
| 奪三振 | ジョン・クラークソン (CHC)       | 237   |
| 投球回 | ジョン・クラークソン (CHC)       | 523.0 |
| セーブ | フレデリック・ファス (IND)       | 2     |
| セーブ | チャーリー・ファーガソン (PHI)   | 2     |
| セーブ | マイク・ティアマン (NYG)         | 2     |
| セーブ | ビル・ステマイヤー (BSN)         | 2     |
| セーブ | ボブ・ペティット (CHC)           | 2     |
| セーブ | マーク・ボールドウィン (CHC)     | 2     |
| セーブ | ラリー・ツイッチェル (DTN)       | 2     |
| セーブ | ジョージ・バン・ハルトレン (CHC) | 2     |

## 参考
- ナショナルリーグ順位表
- アメリカン・アソシエーション順位表